# Funeral Home
Funeral Home (inglés: ['fju.nə.rəl hoʊm]; en español: Casa funeraria) es una obra literaria escrita por el escritor salvadoreño Walter Béneke, la cual fue publicada en 1958. Funeral Home es un drama de corte existencialista, el cual obtuvo el primer puesto en la rama de teatro del IV Certamen Nacional de Cultura del mismo año. Fue publicada por primera vez por el Departamento Editorial del Ministerio de Educación en 1958 como parte de la Colección Teatro del ministerio.

## Contexto
A lo largo de toda la década de 1950, Walter Béneke visitó muchos lugares en toda Europa, enriqueciéndose de su cultura, costumbres y artes. Esto influyó en la mayor parte del contenido de Funeral Home plasmándose muy bien en la personalidad de los personajes principales.